# Драчковська сільська рада
Драчковська сільська рада (біл. Драчкаўскі сельсавет) — адміністративно-територіальна одиниця в складі Смолевицького району розташована в Мінській області Білорусі. Адміністративний центр — Драчково.

## Географія
Драчківська сільська рада розташована в центральній частині Білорусі, і в центрі Мінської області орієнтовне розташування — супутникові знимки [Архівовано 25 серпня 2011 у WebCite], на південь від районного центру Смолевичів.
До складу сільради входять 31 населений пункт:

Березова Гора • Бикачено • Великий Камінь • Волма • Грива • Дехань • Драчково • Дуброва • Загір'я • Задвір'я • Заріччя • Заямне • Калюга • Зелений Лужок • Калита • Кулешівка • Лозовий Кущ • Ляди • Лукове • Малі Ляди • Першемайське • Петровичі • Плющай • Піддубне • Полянка • Самсонівка • Сині Гори • Слобідка • Старина • Узбароги • Червоний Лужок.